# Stowmarket
Stowmarket ist eine Kleinstadt in Suffolk, England. Sie liegt an der Landstraße A14 zwischen Bury St Edmunds im Westen und Ipswich im Südosten. Im Jahr 2011 hatte der Ort 19.280 Einwohner.